# Líbia az 1996. évi nyári olimpiai játékokon
Líbia az egyesült államokbeli Atlantában megrendezett 1996. évi nyári olimpiai játékok egyik részt vevő nemzete volt. Az országot az olimpián 2 sportágban 5 sportoló képviselte, akik érmet nem szereztek.

## Atlétika
Férfi
| Versenyző              | Versenyszám | Előfutam | Előfutam | Előfutam | Negyeddöntő | Negyeddöntő | Negyeddöntő | Elődöntő | Elődöntő | Elődöntő | Döntő   | Döntő    |
| Versenyző              | Versenyszám | Idő      | Hely.    | Össz.    | Idő         | Hely.       | Össz.       | Idő      | Hely.    | Össz.    | Idő     | Helyezés |
| ---------------------- | ----------- | -------- | -------- | -------- | ----------- | ----------- | ----------- | -------- | -------- | -------- | ------- | -------- |
| Háled Oszmán           | 100 m       | 11,65    | 8.       | 103.     | kiesett     | kiesett     | kiesett     | kiesett  | kiesett  | kiesett  | kiesett | kiesett  |
| Musztafa Abd en-Nászer | 400 m       | kizárták | kizárták | kizárták |             |             |             | kiesett  | kiesett  | kiesett  | kiesett | kiesett  |
| Ali Mabrúk ez-Zájdi    | 1500 m      | 3:51,49  | 10.      | 50.      |             |             |             | kiesett  | kiesett  | kiesett  | kiesett | kiesett  |
| Ádel Ádili             | Maraton     |          |          |          |             |             |             |          |          |          | 2:32:12 | 88.      |

## Kerékpározás

### Országúti kerékpározás
Férfi
| Versenyző   | Versenyszám   | Idő           | Helyezés      |
| ----------- | ------------- | ------------- | ------------- |
| Júszef Sádi | Mezőnyverseny | nem ért célba | nem ért célba |